# Il migliore amico dell'orso
Il migliore amico dell'orso (Rovasti Huuskosen petomainen miespalvelija) è un romanzo dello scrittore finlandese Arto Paasilinna, pubblicato nel 1995. L'edizione in italiano è stata pubblicata nel 2008 e presentata in occasione di una visita dell'autore in Italia.
Il libro è stato tradotto in francese, coreano, tedesco, sloveno, svedese, spagnolo, norvegese, cinese, turco, russo.
Dalla storia Hannu Lukkarinen ha tratto la versione a fumetti, tradotta anche in italiano.

## Trama
Nel comune di Nummenpää si sta per celebrare un matrimonio. L'organizzatrice di banchetti ha già tutto pronto, ma quando va a controllare la dispensa trova un'orsa con due orsacchiotti che hanno mangiato quasi tutto. La donna, infuriata, tenta di scacciare l'orsa, ma questa si rivolta contro, la insegue su un traliccio dell'alta tensione e tutte e due finiscono carbonizzate. Questa tragedia in paese cambia la vita del pastore protestante Oskari Huuskonen, che per il cinquantesimo compleanno riceve in regalo uno degli orsetti orfani che i parrocchiani non sono riusciti a sistemare allo zoo.
Il prete si affeziona all'orso, che chiama Satanasso, ma i rapporti con la moglie e i suoi superiori si incrinano sempre di più. Il suo comportamento diventa sempre più strano, finché il vescovo lo chiama a rapporto a causa di alcuni articoli sulla stampa locale in cui mette Gesù in chiave di rivoluzionario comunista. Nel frattempo si pone il problema del primo letargo di Satanasso. Oskari si informa presso l'ingegnere dell'ufficio concessioni edilizie del comune per costruire una tana con tutti i comfort nella proprietà della vedova Saimi Rehkoila, che accetta volentieri di tenere l'orso per l'inverno. Il reverendo compra a Satanasso un enorme orso di peluche come sostituto della mamma, chiede consigli all'università di Oulu sul letargo, ottiene la collaborazione dell'etologa Sonja Sammalisto, che trascorre tutto l'inverno nella tana per studiare dal vivo l'orso. Oskari va sempre più spesso a tenerle compagnia, iniziando così un rapporto intimo e facendo infuriare moglie e vescovo. Quest'ultimo gli consiglia di prendersi un anno di riflessione e gli vieta di predicare in chiesa. 
Lasciato dalla moglie e dall'amante, Oskari si imbarca su una nave da crociera dove l'orso si esibisce in spettacoli. Durante una sosta della nave alle isole Solovki Satanasso fugge per inseguire dei cani. Oskari rimane bloccato sull'isola per cercarlo, mentre la nave riparte. Conosce così l'operatrice della stazione radio, Tanja. Ritrovato l'orso, i due diventano amanti, ma il pastore è sempre bloccato sull'isola perché la nave che doveva riportarlo a bordo è stata affondata. Inizia a bere vodka e ad interessarsi delle intelligenze aliene, cercando segnali radio con il progetto SETI. Anche qui Oskari si fa notare per il comportamento bizzarro, Tanja gli suggerisce di andarsene perché potrebbe trovarsi in pericolo. Non ci sono navi disponibili a trasportare la coppia con l'orso, decidono di raggiungere la terraferma attraversando a piedi il mare gelato. Prendono poi un treno per Odessa, riescono a trovare un imbarco su un'altra nave da crociera. Dal Mar Nero arrivano a Malta, dove conoscono un compatriota depresso che vive in una casetta in legno sul rimorchio della sua vettura,  cercano di sollevargli il morale. Oskari e Satan (ora che è un orso adulto lo chiamano così) finiscono coinvolti in una rissa, il prete viene messo in carcere mentre l'orso viene rinchiuso nella casetta di legno del finlandese depresso. Mentre Oskari è ancora in prigione, il depresso si suicida gettandosi in mare con la macchina, senza sapere di avere l'orso al seguito con il rimorchio. Satan si salva, ma rimane solo e perduto per qualche giorno. Nel frattempo Sonja riesce a far uscire il vecchio amante, che ora è stato abbandonato da Tanja; insieme ritrovano l'orso e tornano in Finlandia con la promessa di sposarsi.

## Edizioni
- Arto Paasilinna, Il migliore amico dell'orso, traduzione e postfazione di Nicola Rainò, Milano: Iperborea, 2008

Fumetti
- Arto Paasilinna, Il migliore amico dell'orso, adattamento di Hannu Lukkarinen, Milano: Edizioni BD, 2010